# Alan Gagloïev
Alan Edouardovitch Gagloïev (en russe : Алан Эдуардович Гаглоев), né le 6 février 1981 à Tskhinvali (RSS de Géorgie, URSS) est un homme politique sud-ossète. Il est candidat à la présidence de l'Ossétie du Sud en 2017, où il finit troisième au premier tour, et en 2022, où il remporte les élections avec environ 54 % des voix. Il est investi président le 24 mai 2022.
Peu après son élection, Gagloïev affirme son intention de tenir un référendum pour l'annexion de l'Ossétie du Sud à la Russie quand « les deux nations seront prêtes », ceci démontrant moins d'empressement que son prédécesseur. Effectivement, le 30 mai 2022, le nouveau gouvernement dirigé par Gagloïev annonce renoncer au référendum sur le rattachement de l'Ossétie du Sud à la Russie planifié par son prédécesseur le 17 juillet suivant, invoquant malgré cela une meilleure intégration entre les deux pays.